# Sistema diretto della traslitterazione dell'alfabeto bulgaro
Il sistema diretto della traslitterazione dell'alfabeto bulgaro (in inglese Streamlined System, in bulgaro Обтекаема система?) è stato creato da Ljubomir Ivanov nell'istituto di matematica e informatica dell'Accademia bulgara delle scienze nel 1995 per la Commissione bulgara per i toponimi antartici. Il sistema è stato adottato ufficialmente dal governo nel 2000 e 2006, e si è trasformato nella base della Legge bulgara della Traslitterazione nel 2009.
Il sistema diretto è stato adottato anche dalle Nazioni Unite nel 2012 e, per uso ufficiale negli Stati Uniti e nel Regno Unito, da BGN e PCGN nel 2013.
| А A | Б B | В V  | Г G  | Д D  | Е E   | Ж ZH | З Z | И I  | Й Y  |
| К K | Л L | М M  | Н N  | О O  | П P   | Р R  | С S | Т T  | У U  |
| Ф F | Х H | Ц TS | Ч CH | Ш SH | Щ SHT | Ъ A  | Ь Y | Ю YU | Я YA |

Il sistema diretto è simile al precedente sistema di BGN/PCGN del 1952 per la traslitterazione di bulgaro, che era valida negli USA e nel Regno Unito fino al 2013. Tuttavia, il secondo sistema traslittera le lettere cirilliche Х, Ь e Ъ come KH, ’ (apostrofo) e Ŭ, mentre il primo sistema usa H, Y ed A per quello scopo.
Ivanov suggerisce di usare il suo approccio alla traslitterazione anche per altri alfabeti cirillici, in particolare l'alfabeto russo.

## Illustrazione
Esempio (L'articolo 1 della Dichiarazione universale dei diritti umani):
Всички хора се раждат свободни и равни

по достойнство и права.  Те са надарени

с разум и съвест и следва да се отнасят

помежду си в дух на братство.
Vsichki hora se razhdat svobodni i ravni

po dostoynstvo i prava.  Te sa nadareni

s razum i savest i sledva da se otnasyat

pomezhdu si v duh na bratstvo.

## Reversibilità
L. Ivanov, D. Skordev e D. Dobrev hanno proposto una versione ausiliaria ed invertibile del sistema da usare in quei casi speciali quando il recupero esatto delle parole bulgare delle loro forme latinizzate è una priorità, con le lettere e le combinazioni delle lettere cirilliche Ъ, Ь, ЗХ, ЙА, ЙУ, СХ, ТС, ТШ, ТЩ, ШТ, ШЦ rappresentati da `A, `Y, Z|H, Y|A, Y|U, S|H, T|S, T|SH, T|SHT, SH|T, SH|TS rispettivamente.